# Rondon do Pará
Rondon do Pará – miasto i gmina w Brazylii, w stanie Pará. Znajduje się w mezoregionie Sudeste Paraense i mikroregionie Paragominas.